# غبار ذكي
الغبار الذكي هو شبكة افتراضية لاسلكية مكوّنة من حسّاسات إلكترونية ميكانيكية مصغّرة (نظم الكترونية ميكانيكية MEMS)، روبوتات، أو أجهزة يمكن استخدامها في قياس الضوء، الحرارة أو الاهتزاز على سبيل المثال.

## التصميم والبناء
قُدم مبدأ الغبار الذكي من قبل كريستوفر س. ج. بيستر (جامعة كاليفورنيا) عام 2001. عبر نفس الأفكار التي كانت موجودة قبلاً في الخيال العلمي (الذي لا يقهر، 1964). وقد ناقش تقرير حديث  الطرق المختلفة لاستخدام الغبار الذكي في شبكات الحساسات اللاسلكية والانتقال من مستوى الميليمتر إلى مستوى الميكرومتر.
وقد قام مركز الأبحاث المتخصص بالأنظمة فائقة السرعة من الإلكترونيات النانوية في جامعة غلاسكو والذي يعد أحد الأعضاء المؤسسين لمجموعة كبيرة من الشركات الدولية بتطوير مفهوم مشابه سمي البقع الذكية 
كما تعود بعض مزايا مبدأ الغبار الذكي إلى مشروع قامت به شركة بارك PARC يدعى المواد الذكية 
وستبنى أجهزة الغبار الذكي على أساس من الجهد الفرعي والالكترونيات النانوية ذات الجهد الفرعي العميق وسوف تتضمن مصادر طاقة ميكروية دقيقة ذات مكثفات (مكثفات نانوية) تعمل بنبضات الحالة الصلبة.
وكذلك يتم العمل على تطوير واستخدام الراديو النانوي في تطبيق الغبار الذكي كتقنية قابلة للاستخدام

## التطبيقات
أحد التطبيقات النموذجية تكون في بعثرة المئات من هذه الحساسات حول الأبينة أو المستشفيات لمراقبة الحرارة أوالرطوبة، تعقب تحركات المرضى، الإعلام بالكوارث كالزلازل. ويمكن استخدامها في الجيش كرقاقات استشعار عن بعد لتعقب تحركات العدو، وكشف الغازات السامة أو المواد المشعة. أثارت سهولة والتكلفة المنخفضة لمثل هذه التطبيقات اموراً تتعلق بالخصوصية. فإمكانية تصميم 'سرب' يمكن أن يعمل وفق تكرار ذاتي ويتطور لحل مشكلة معينة من الممكن أن نفقد القدرة على التحكم به مما يثير أيضاً أموراً تتعلق بالسلامة في قصص الخيال العلمي، مثل رواية بري للكاتب مايكل كريشتون.
انظر أيضًا آلات التكرار الذاتي في العلم. هذا الاحتمال يظهر ظاهرة لنهاية العالم تعرف بالهلام الرمادي.

## طرق جديدة لإمداد الطاقة
يتم مؤخراً فحص العديد من تقنيات تزويد الطاقة لتستخدم في الحوسبة المنتشرة ولتوليد أجسام صغيرة يمكن أن تتواصل مع بعضها البعض، ومزودات الطاقة هذه تولّد من عالم الكائنات الحيّة، محركات الاحتراق المصغّرة، البطاريات النووية وغيرها من الأجهزة التي تختلف عن البطاريات التقليدية. يقوم العلماء حالياً بتجارب لإيجاد حلول قادرة على تزويد أجسام مايكروية -ومستقبلاً نانوية - بالطاقة المستمدة من الكائنات الحية. كالطاقة المستمدة من السبانخ، السكر، الدود أو الذباب. مصادر الطاقة الحديثة هذه تستخدم جزيئات أدينوسين ثلاثي الفوسفات ATP التي تخزن الفوسفات ذو الطاقة العالية لتخزين الطاقة كما العضلات في الكائنات الحية.
هناك أيضاً طرق أخرى يتم اكتشافها منها البطاريات الميكروية (المصغرة) نووية الطاقة للاستخدام في الأجهزة الإلكترونية الميكانيكية MEMS، وتعمل الأبحاث الحالية على دمج النظائر المشعة في هذه الأجهزة وإنتاج الكهرباء باستخدام الظواهر الحرارية.

## مشاريع وتطبيقات
- جامعة كالفورنيا- بيركلي مشروع الغبار الذكي بإشراف البروفيسور بيستر.
- تقنية القوس Crossbow شركة تعمل على أساس من وادي السيلكون تختص في تطوير أنظمة تشغيل مصغّرة وتسويق التقنية.
- شبكات الغبار شركة تعمل على أساس من وادي السيلكون وتسوّق العمل المنجز في بيركلي.
- شركة Arch Rock، شركة مختصة في تطبيق شبكات الحساسات اللاسلكية.
- شركة Libelium، مؤسسة مختصة في شبكات الحساسات اللاسلكية والاتصالات الموزعة.

## اقرأ أيضاً
- تقنية النانو
- الشبكات
- شبكات الحساسات اللاسلكية

## روابط خارجية
- كيف تعمل الأشياء: عقد الدارات الدقيقة Motes
- تصاميم دارات مفتوحة المصدر ونظم تشغيل مصغّرة من جامعة كاليفورنيا بيركلي نسخة محفوظة 13 يونيو 2005 على موقع واي باك مشين.
- مشروع الغبار الذكي في جامعة كاليفورنيا بيركلي
- معلومات عن الاتصالات في الغبار الذكي
- مجموعة Sailor البحثية في جامعة كاليفورنيا سان دييغو
- مجموعات SpeckNet البحثية في اسكتلندا
- شبكة من الحساسات "في براري وجبال سان جاسسينتو وعلى حرف الوادي، اتجه العلماء 30 فدانا (121000 متر مربع) من أشجار الصنوبر والصلب في ولاية كاليفورنيا للحصول على رؤية مستقبلية للدراسة البيئية، مزودين بأكثر من 100 جهاز استشعار صغير، وروبوتات، وآلات التصوير وحواسب، كبداية لرسم صورة مفصّلة عن هذا العالم الخصب الذي يسكنه أكثر من 30 نوع من الأنواع النادرة والمهددة بالانقراض. أكثر الأجهزة لاسلكية وصغيرة تدعى Motes..."
- تقنيات للمشاهدة: عقد الدارات الدقيقة Motes
- طاقة المكوك الجزيئية: يمكن لحساسات الغبار الذكي الحيوية أن تكون أصغر من حبات الرمل ولكن بإمكانية أكبر. نظرة حديثة من الجمعية الملكية للكيمياء.